# Orthal

familles dialectales en Alsace

 (novembre 2022).
Si vous disposez d'ouvrages ou d'articles de référence ou si vous connaissez des sites web de qualité traitant du thème abordé ici, merci de compléter l'article en donnant les références utiles à sa vérifiabilité et en les liant à la section « Notes et références ».
L'Orthal est une méthode d’écriture de l'alsacien. C'est le résultat d'un travail collectif sous la direction du professeur Edgar Zeidler avec la participation de Yves Bisch.  Ils ont réfléchi à la meilleure manière de transcrire les diverses familles dialectales de l'alsacien.

## Description

### But
L'idée maîtresse d'Orthal est que ces recommandations d'écriture soient simples à comprendre pour tous les Alsaciens. Tous les divers dialectes alémaniques et franciques, du nord au sud de l'Alsace, peuvent employer cette méthode, bien que leur prononciation diffère.
Orthal part du principe l'alsacien écrit doit, si possible, ressembler à l'allemand, en supposant que la langue est ainsi plus facile à lire et que cela facilite l'étude de ce dialecte dans les classes bilingues français / allemand. Cette méthode est adoptée par exemple dans les publications régionales alsaciennes (L'Alsace-Le Pays, Haut-Rhin Magazine) ou sur les plaques de signalisation bilingues, comme à l'écomusée d'Alsace.

### Mise au point
En 2003 est apparue une première version, nommée Graphal. Entre 2003 et 2008, la méthode est améliorée et prend son nom actuel. Pendant cette période, environ 400 dictées sont faites dans toute l'Alsace, pour voir ce qui fonctionne bien comme ce qui ne convient pas. Les participants comptent par exemple l'association AGATE (Académie pour une graphie alsacienne transfrontalière), le professeur Edgar Zeidler, ses élèves, ses étudiants et tous les dialectophones qui suivent depuis plusieurs années ses ateliers d'écriture en alsacien à l'Université Populaire de Mulhouse.
Edgar Zeidler et Danielle Crévenat-Werner, tous deux linguistes, ont écrit un livre : Orthographe alsacienne - Bien écrire l'alsacien de Wissembourg à Ferrette sur le sujet.
En 2016, une version améliorée d'Orthal a été publiée.

### Principe
Cette méthode associe à chaque son un symbole, ou parfois plusieurs symboles possibles.
Exemple d'un cas avec deux possibilités : dräi ou drèi, güet ou güat (en français : trois, bon - en allemand : drei, gut)
Une lettre sans accent se prononce comme en allemand.
- Par exemple : Markt, ditsch, renna, Ohr, rutscha

Orthal considère les lettres avec tréma (Umlaut) de la même manière que l'allemand.
- Par exemple : Vöjjel, Hüss, Äpfel (en français : oiseau, maison, pomme - en allemand : Vogel, Haus, Apfel)

Il en va de même pour les diphtongues.
- Par exemple : Sundgäu, beleuchte, Kaiser, Heimet, Frau

Dans les cas où l'allemand ne fournit pas directement d'équivalence, Orthal combine des lettres allemandes.
- Par exemple : liab, güet (ou güat), blöi, Bàuim, fräi (ou frèi)

Quand il n'y a pas d'autre possibilité, on a recours aux lettres accentuées du français.
- Par exemple : pour la diphtongue è+i : frèi, drèi, nèi et pour la diphtongue é+i : fréi, dréi, ie se prononce comme en allemand : un i long. (IPA : [iː])

Orthal fait une utilisation particulière des accents. Une lettre pourvue d'un accent sera prononcée autrement qu'en allemand, d'une manière alsacienne. C'est le cas pour :
- le i très ouvert, qui est proche du é. (API : [e]). Par exemple : Kìnd, dìck, Frìnd, hìtta
- le a sombre, qui ressemble au  en du français. Par exemple : làng, tànza, Mànn
- le u ouvert, qui ressemble au on du français. Par exemple : Lùscht, Wùnder, dùmm, nùi (en allemand : neu)

L'allemand est aussi la référence pour écrire les consonnes. Quand l'alsacien se prononce comme l'allemand, il s'écrit de la même façon. Quand il se prononce autrement, l'écrit doit montrer cette différence.
- Par exemple : Sport (API : [ʃp]), Stüehl (API : [ʃt]) mais : bescht, erscht

Il existe des variations de prononciation suivant les endroits : Bàim, Pàis, Frài, Làich à Mulhouse ou : Boim, Pois, Froi, Loich à Colmar. Cependant, à la suite de cinq années d'enseignement, on a constaté que la lecture est facilitée quand on peut voir la référence de l'allemand, d'où le compromis pour Mulhouse et Colmar : Bàuim, Pàuis, Fràui, Làuich (en allemand : Baum, Pause, Frau, Lauch)
Quand deux mots se prononcent de la même façon mais ont des significations différentes, il est aussi préférable de se référer à l'allemand. Par exemple :
- kehra - gheera (en allemand : kehren - gehören)
- kenna - känna (en allemand : kennen - können)
- Hàg   - Hàck  (en allemand : Hag    - Hacke)
- retta - redda (en allemand : retten - reden)